# 青森県立名久井農業高等学校

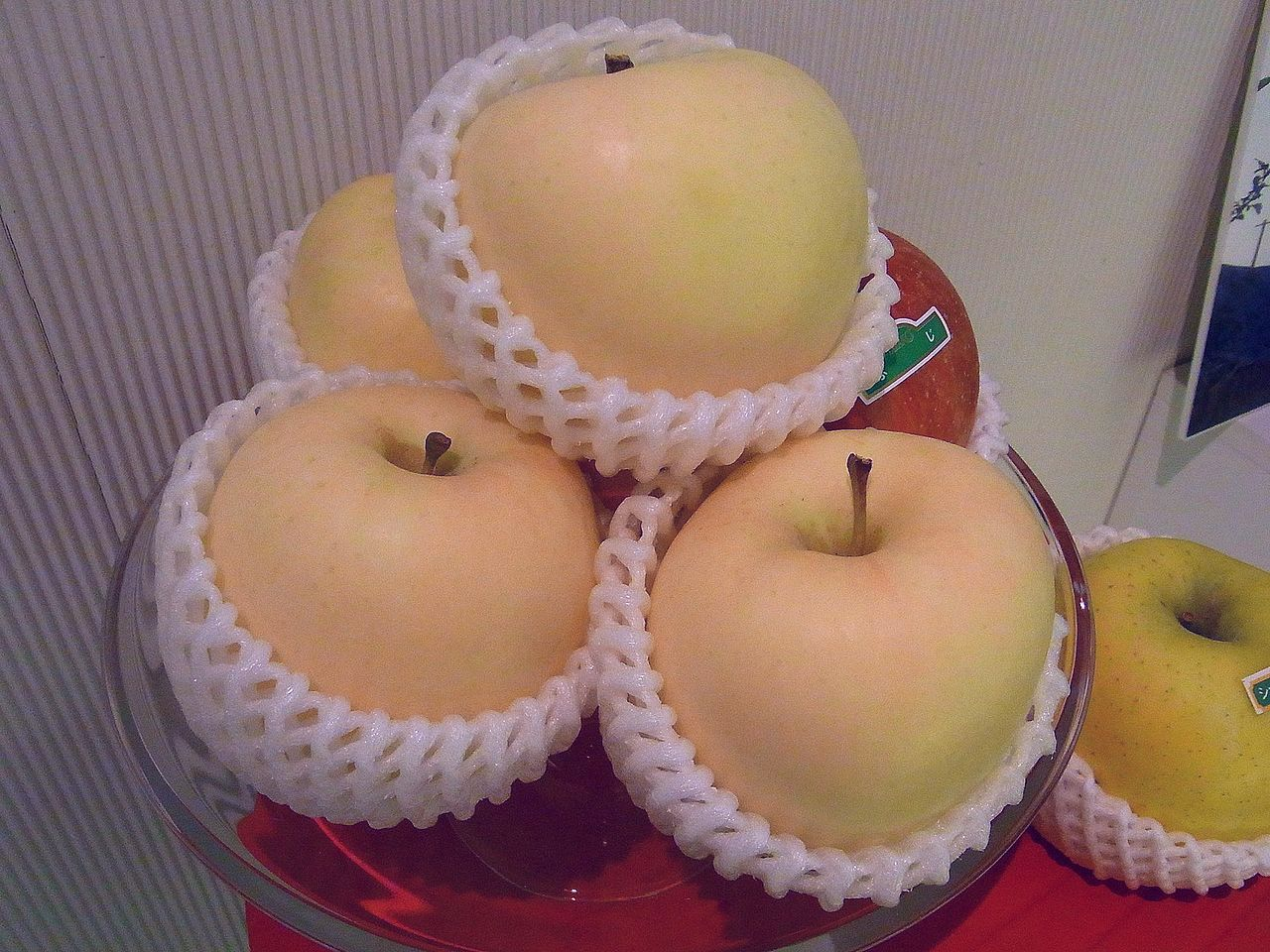
本校女子生徒が開発した「白いリンゴ」（2010年11月13日撮影）

青森県立名久井農業高等学校（あおもりけんりつ なくいのうぎょうこうとうがっこう）は、青森県三戸郡南部町大字下名久井字下諏訪平に所在する公立の農業高等学校。1985年緑化推進運動功労者内閣総理大臣賞受賞。

## 所在地
- 本校舎・寄宿舎（名岳寮）・生徒会館（麗岳館）
  - 青森県三戸郡南部町大字下名久井字下諏訪平1番地
- 第一農場
  - 青森県三戸郡南部町大字下名久井字於為川原43-2

## 交通
青い森鉄道線剣吉駅下車、徒歩約30分。または、剣吉駅よりながわ里バスか南部町多目的バス（三戸駅～バーデハウス線）か南部バスにて、「名農高前」下車、徒歩約5分。（第一農場の場合は、「ゲートボール場前」下車）

## 設置学科
- 生物生産科
- 園芸科学科
- 生活科学科（県教育委員会の学科再編等により、平成22年度の生徒募集停止）
- 環境システム科（2013年度新設）[4]

## 沿革
- 1944年 学校組合立青森県名久井農業学校として開校
- 1948年 県立移管、青森県立名久井農業高等学校と改称、中沢分校を設置
- 1949年 平良崎分校を設置
- 1964年 平良崎分校を廃止
- 1967年 中沢分校を青森県立八戸北高等学校に移管
- 2004年 創立60周年記念式典挙行。記念事業の一環で、同窓会より和太鼓が寄贈され、郷土芸能愛好会（後に、部活動へ発展する）発足。同時に、「名農豊穣太鼓」が誕生。
- 2020年 園芸科学科を生物生産科へ統合。

## 部活動
- 陸上部（男子）は、かつては県内駅伝の名門として1994年（平成6年）までに全国高校駅伝に16回の出場を誇った。最高順位は第28回大会（1977年）の10位。

## 著名な卒業生
- 工藤一良（元マラソン選手、元日清食品陸上部、現愛知製鋼陸上部監督）
- 赤石佳美（声優）